# Reggae Gold 1996
Reggae Gold 1996 – czwarty album z serii składanek Reggae Gold, wydawanej przez nowojorską wytwórnię VP Records.
Płyta ukazała się 23 maja 1996 roku. Produkcją całości zajęli się Chris Chin oraz David "Dave Love" Sanguinetti.
6 lipca 1996 roku album osiągnął 2. miejsce w cotygodniowym zestawieniu najlepszych albumów reggae magazynu Billboard (ogółem był notowany na liście przez 53 tygodnie).

## Lista utworów
1. Beenie Man - "Old Dog"
2. General Degree - "When I Hold You Tonight"
3. Lady Saw - "No Long Talk"
4. Bounty Killer - "Benz & The Beama"
5. Buju Banton - "Bad Boy"
6. Lady Saw - "Give Me A Reason"
7. Beres Hammond - "Love From A Distance"
8. Bounty Killer - "Fed Up"
9. Shabba Ranks - "Heart Of A Lion"
10. Gregory Isaacs & Lady Saw - "Night Nurse"
11. Barrington Levy & Beenie Man - "Murderer" (remix)
12. Mikey Spice - "Shower Of Blessin"
13. Junior Tucker - "Love Somebody"
14. Luciano - "Love Jah & Live"